# Saroglossa
Saroglossa là một chi chim trong họ Sturnidae.